# Thomas Brunner (Dramatiker)
Thomas Brunner (* um 1535 in Landshut; † 28. Oktober 1571 in Steyr) war ein deutscher Autor biblischer Dramen.

## Leben
Brunner studierte in Wittenberg, wo er sich – möglicherweise unter Philipp Melanchthons Einfluss – dem Schuldrama zuwandte. Ab 1558 ging er als Lateinlehrer nach Steyr. Er wollte mehrfach sein Amt niederlegen – wohl wegen der schlechten Bezahlung, möglicherweise auch unter Einfluss der Täufer oder aufgrund seines schlechten Gesundheitszustands. Auch private Aspekte sind dafür möglich, jedoch konnte man ihn in Steyr immer wieder vertrösten, sodass er bis zu seinem Lebensende blieb.
Seine Dramen verlaufen auch nach dem Wittenberger Muster, das aus biblischen Themen und Texten des Alten Testament aufgebaut ist. Jedoch ist nur noch ein biblisches Drama für eine Schulaufführung erhalten geblieben, das 1566 den Auszug Josefs und seiner Brüder bis zu deren Wiedervereinigung darstellte. Zwei weitere, weniger dramatisch angelegte Stücke führten Schüler bei Hochzeiten auf: 1569 befasste er sich mit dem Stoff des Tobias, im selben Jahr mit Isaak und Rebecca.
Brunners Dramen zeigen eine eigene Linie, indem er auf zwei unterschiedlichen Bühnen weit entfernte Orte darstellt und so dem Zuschauer die Möglichkeit eröffnet, eine differenzierte Beobachtung des Schauspiels nachzuvollziehen.

## Werke
- Die schöne biblische Historie von dem heiligen Patriarchen Jacob und seinen zwölff Sönen, 1566 (Neudruck als „Jakob und seine zwölf Söhne“ hrsg. v. Robert Stumpff. Niemeyer, Halle 1928)
- Die Schöne geistliche Geschichte von dem fromen und Gottesfürchtigen Tobias, Wittenberg 1569 (Nachdruck als „Tobias“ hrsg. v. Wolfgang F. Michael und Donna Reeves. Lang, Bern u. a. 1978, ISBN 3-261-01827-5)
- Die schöne vnd kurtzweilige Historia von der Heirat Isaacs vnd seiner lieben Rebecca, 1569 (Nachdruck hrsg. v. Wolfgang F. Michael und Hubert Heinen. Lang, Bern u. a. 1983, ISBN 3-261-03176-X)